# Jialing

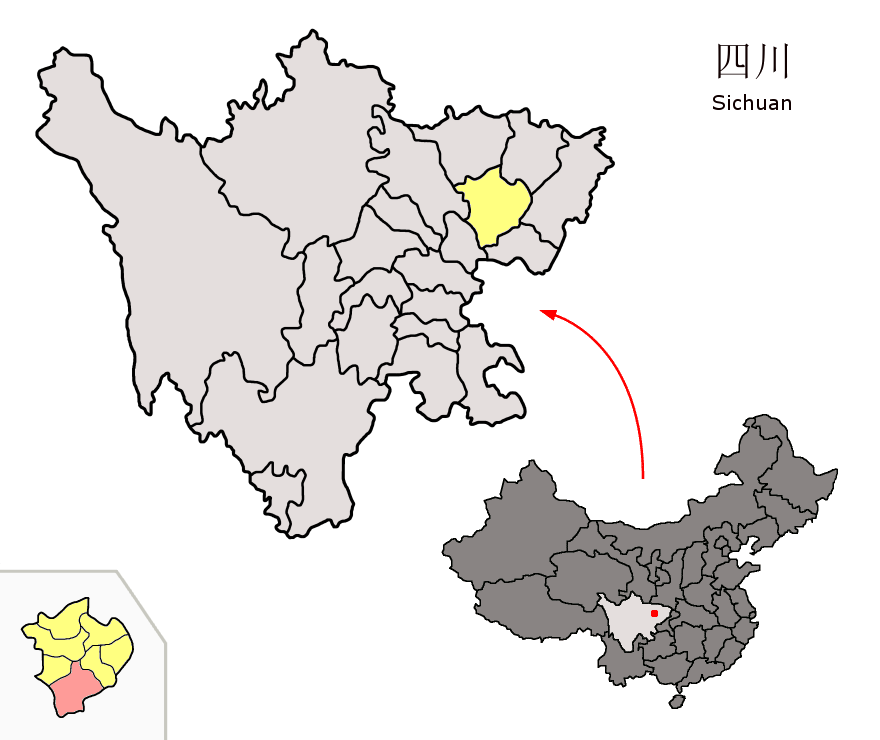
Lage des Gebietes der drei Stadtbezirke (rosa) von Nanchong (gelb).

Der Stadtbezirk Jialing (chinesisch 嘉陵区, Pinyin Jiālíng Qū) ist ein Stadtbezirk der bezirksfreien Stadt Nanchong im Nordosten der südwestchinesischen Provinz Sichuan. Er hat eine Fläche von 1.172 Quadratkilometern und zählt 531.825 Einwohner (Stand: Zensus 2020).

## Administrative Gliederung
Auf Gemeindeebene setzt sich der Stadtbezirk aus sechs Straßenvierteln, 22 Großgemeinden und 18 Gemeinden zusammen. 